# Álvaro José Domínguez
Álvaro "Caracho" Domínguez (El Cerrito, Valle del Cauca, Colombia; 10 de junio de 1981) es un exfutbolista colombiano que jugaba de centrocampista. Su hermano es Juan Guillermo Domínguez.

## Selección nacional

### Goles internacionales
Fue internacional con la selección de Colombia entre 2003 y 2007, donde fue convocado en 9 partidos, jugando en 7 partidos, anotando un gol y repartiendo 2 asistencias y apareciendo en la Copa América 2007 celebrada en Venezuela.
| # | Fecha      | Lugar                               | Rival    | Gol | Resultado | Competición |
| - | ---------- | ----------------------------------- | -------- | --- | --------- | ----------- |
| 1 | 28-03-2007 | Nemesio Camacho El Campín, Colombia | Paraguay | 2-0 | 2-0       | Amistoso    |

### Participaciones enCopas América
| Copa América      | Sede      | Resultado      | PJ | GA | Asis |
| ----------------- | --------- | -------------- | -- | -- | ---- |
| Copa América 2007 | Venezuela | Fase de grupos | 1  | 0  | 0    |

## Clubes
| Club                   | País      | Año       |
| ---------------------- | --------- | --------- |
| Deportivo Cali         | Colombia  | 2000-2001 |
| Expreso Palmira        | Colombia  | 2001      |
| Deportivo Pasto        | Colombia  | 2002      |
| Atlético Huila         | Colombia  | 2002      |
| Estudiantes de Mérida  | Venezuela | 2003      |
| Deportivo Cali         | Colombia  | 2003-2007 |
| FC Sion                | Suiza     | 2007-2011 |
| Samsunspor             | Turquía   | 2011      |
| Deportivo Cali         | Colombia  | 2012-2013 |
| Junior de Barranquilla | Colombia  | 2014      |

## Estadísticas
| Club                              | Div.          | Temporada     | Liga  | Liga  | Copa Nacional | Copa Nacional | Copa Internacional | Copa Internacional | Total | Total |
| Club                              | Div.          | Temporada     | Part. | Goles | Part.         | Goles         | Part.              | Goles              | Part. | Goles |
| --------------------------------- | ------------- | ------------- | ----- | ----- | ------------- | ------------- | ------------------ | ------------------ | ----- | ----- |
| Deportivo Cali · Colombia         |               |               |       |       |               |               |                    |                    |       |       |
| 1.ª                               | 2000          | 4             | 0     | -     | -             | 0             | 0                  | 4                  | 0     |       |
| 1.ª                               | 2001          | 7             | 0     | -     | -             | 0             | 0                  | 7                  | 0     |       |
| 1.ª                               | 2003          | 21            | 4     | -     | -             | -             | -                  | 21                 | 4     |       |
| 1.ª                               | 2004          | 22            | 3     | -     | -             | 9             | 3                  | 31                 | 6     |       |
| 1.ª                               | 2005          | 47            | 6     | -     | -             | 1             | 0                  | 48                 | 6     |       |
| 1.ª                               | 2006          | 35            | 8     | -     | -             | 6             | 0                  | 41                 | 8     |       |
| 1.ª                               | 2007          | 18            | 8     | -     | -             | -             | -                  | 18                 | 8     |       |
| 1.ª                               | 2012          | 37            | 10    | 2     | 1             | -             | -                  | 39                 | 11    |       |
| 1.ª                               | 2013          | 21            | 1     | 3     | 0             | -             | -                  | 24                 | 1     |       |
| Total club                        | Total club    | 212           | 40    | 5     | 1             | 16            | 3                  | 233                | 44    |       |
| Expreso Palmira · Colombia        |               |               |       |       |               |               |                    |                    |       |       |
| 2.ª                               | 2001          | 10            | 8     | -     | -             | -             | -                  | 10                 | 8     |       |
| Total club                        | Total club    | 10            | 8     | 0     | 0             | 0             | 0                  | 10                 | 8     |       |
| Deportivo Pasto · Colombia        |               |               |       |       |               |               |                    |                    |       |       |
| 1.ª                               | 2002          | 9             | 0     | -     | -             | -             | -                  | 9                  | 0     |       |
| Total club                        | Total club    | 9             | 0     | 0     | 0             | 0             | 0                  | 9                  | 0     |       |
| Atlético Huila · Colombia         |               |               |       |       |               |               |                    |                    |       |       |
| 1.ª                               | 2002          | 19            | 2     | -     | -             | -             | -                  | 19                 | 2     |       |
| Total club                        | Total club    | 19            | 2     | 0     | 0             | 0             | 0                  | 19                 | 2     |       |
| Estudiantes de Mérida · Venezuela |               |               |       |       |               |               |                    |                    |       |       |
| 1.ª                               | 2003          | 11            | 2     | -     | -             | -             | -                  | 11                 | 2     |       |
| Total club                        | Total club    | 11            | 2     | 0     | 0             | 0             | 0                  | 11                 | 2     |       |
| Sion · Suiza                      |               |               |       |       |               |               |                    |                    |       |       |
| 1.ª                               | 2007/08       | 33            | 7     | 2     | 0             | 4             | 2                  | 39                 | 9     |       |
| 1.ª                               | 2008/09       | 29            | 5     | 2     | 0             | -             | -                  | 31                 | 5     |       |
| 1.ª                               | 2009/10       | 31            | 8     | 2     | 0             | 1             | 0                  | 34                 | 8     |       |
| 1.ª                               | 2010/11       | 23            | 3     | 2     | 0             | -             | -                  | 25                 | 3     |       |
| Total club                        | Total club    | 116           | 23    | 8     | 0             | 5             | 2                  | 129                | 25    |       |
| Samsunspor Turquía                |               |               |       |       |               |               |                    |                    |       |       |
| 1.ª                               | 2011          | 16            | 2     | -     | -             | -             | -                  | 16                 | 2     |       |
| Total club                        | Total club    | 16            | 2     | 0     | 0             | 0             | 0                  | 16                 | 2     |       |
| Junior de Barranquilla · Colombia |               |               |       |       |               |               |                    |                    |       |       |
| 1.ª                               | 2014          | 4             | 0     | 8     | 1             | -             | -                  | 12                 | 1     |       |
| Total club                        | Total club    | 4             | 0     | 8     | 1             | 0             | 0                  | 12                 | 1     |       |
| Total carrera                     | Total carrera | Total carrera | 397   | 77    | 21            | 2             | 21                 | 5                  | 439   | 84    |

### Selección
| Selección                | Año                      | Partidos | Goles |
| ------------------------ | ------------------------ | -------- | ----- |
| Sub-20                   | 2001                     | 7        | 0     |
| Total                    | Total                    | 7        | 0     |
| Sub-23                   | 2004                     | 5        | 1     |
| Total                    | Total                    | 5        | 1     |
| Absoluta                 | 2003                     | 1        | 0     |
| Absoluta                 | 2006                     | 1        | 0     |
| Absoluta                 | 2007                     | 5        | 1     |
| Total                    | Total                    | 7        | 1     |
| Total Selección Colombia | Total Selección Colombia | 19       | 2     |

## Palmarés

### Campeonatos nacionales
| Título                | Club           | País     | Año  |
| --------------------- | -------------- | -------- | ---- |
| Torneo Finalización   | Deportivo Cali | Colombia | 2005 |
| Copa Suiza            | FC Sion        | Suiza    | 2009 |
| Copa Suiza            | FC Sion        | Suiza    | 2011 |
| Superliga de Colombia | Deportivo Cali | Colombia | 2014 |